# Oxley
Oxley a főváros, Canberra egyik elővárosa Tuggeranong kerületben. A városrészt John Joseph William Molesworth Oxley-ről nevezték el, aki felfedezte Új-Dél-Wales partjait. A városrészben 1985-ben épültek fel az első lakóházak. A városrész utcáit szociális újítókról nevezték el.
A legközelebbi külvárosok Nichollshoz: Greenway, Wanniassa, Monash. A városrészt a Drakeford Drive, a Taverner Street és az Erindale Drive határolja.

## Földrajza
A Deakin vulkán szürkészöld, lilás és krémszínű riolit kőzetei találhatóak Oxley városrész területe alatt. A délkeleti részeken szintén a Deakin vulkán működésének eredményeképpen zöldesszürke és lilás árnyalatú riodácit kőzetrétegek találhatóak. A kőzetrétegek a szilur földtörténeti korból származnak.

## Fordítás
Ez a szócikk részben vagy egészben  az   Oxley, Australian Capital Territory című angol Wikipédia-szócikk ezen változatának fordításán alapul.  Az eredeti cikk szerkesztőit annak laptörténete sorolja fel. Ez a jelzés csupán a megfogalmazás eredetét és a szerzői jogokat jelzi, nem szolgál a cikkben szereplő információk forrásmegjelöléseként.